# Хошеутово
Хошеутово — село в Харабалинском районе Астраханской области, административный центр Хошеутовского сельсовета. Село расположено на левом берегу реки Ашулук.
Основано в 1848 году как казённая станица Хошеутовская.
Население — 2300 (2014)

## Название
Село названо по одной из этнографических групп калмыков — хошутам (хошеутам). Название «хошут» является производным от слова «хошун», одного из значений которого в монгольских языках — острие, клин, передовой отряд (от корня «хош»). Такое именование было дано гвардейскому подразделению войска Чингисхана и связано с его авангардными функциями, или, возможно, с видом его построения — «клином». По преданию, предки калмыков Хошеутовского улуса были гвардейцами Чингисхана.

## История
В 1846 году был издан указ, которым было «повелено основать 44 станицы на Калмыцких землях» вдоль пяти дорог; в том числе и по торговому тракту от Астрахани до Царицына вдоль левого берега. Заселение началось в 1848 году, преимущественно крестьянами из Воронежской губернии. Среди прочих была основана и станица Хошеутовская — на землях, уступленных нойном Тюменем астраханскому губернатору. Вначале поселение предполагалось разместить у старого кладбища, однако начальство приказало перенести поселение на 7 верст ниже, близ места слияния рек Ашулук и Ахтубы.
Согласно списку населённых мест Астраханской губернии в 1859 году в станице Хошеутовской насчитывалось 84 двора, православный молитвенный дом, всего проживало 318 души мужского и 328 женского пола жителя.
Согласно Всероссийской переписи 1897 года наличное население села Хошеутовское составило 777 человек, постоянное 727. По состоянию на 1900 год село Хошеутовское относилось к Княжеской волости Енотаевского уезда Астраханской губернии, за селом было закреплено 6099 десятин удобной и 4480 неудобной земли, имелось 135 дворов, проживало 1096 человек.

## Общая физико-географическая характеристика
Село расположено на юге Харабалинского района, в пределах Прикаспийской низменности, у восточной границы Волго-Ахтубинской поймы, на левом берегу реки Ашулук в месте её разделения на Малый и Большой Ашулук, на высоте 24 метра ниже уровнем моря. Почвы бурые, в Волго-Ахтубинской пойме — пойменные луговые. Почвообразующие породы — пески.
По автомобильной дороге расстояние до областного центра города Астрахани составляет 91 км, до районного центра города Харабали — 71 км.
Климат
Климат резко-континентальный, крайне засушливый (согласно классификации климатов Кёппена-Гейгера — Bsk). Среднегодовая температура воздуха положительная и составляет + 9,4 °C, средняя температура самого холодного месяца января — 6,6 °C, самого жаркого месяца июля + 25,0 °C. Расчётная многолетняя норма осадков — 223 мм. Наименьшее количество осадков выпадает в феврале (12 мм), наибольшее в июне (25 мм)
Часовой пояс
Хошеутово, как и вся Астраханская область, находится в часовой зоне МСК+1. Смещение применяемого времени относительно UTC составляет +4:00.

## Население
Динамика численности населения
| 1859 | 1897 | 1900 | 1904 | 1908 | 1914 |
| ---- | ---- | ---- | ---- | ---- | ---- |
| 646  | 777  | 1096 | 1186 | 1109 | 1270 |

| 2002 | 2010  | 2011  | 2012  | 2013  | 2014  |
| ---- | ----- | ----- | ----- | ----- | ----- |
| 2338 | ↘2097 | ↗2238 | ↗2286 | ↗2295 | ↗2300 |

| Национальность | Численность (2010) | Процент |
| -------------- | ------------------ | ------- |
| Казахи         | 1796               | 85,6%   |
| Русские        | 215                | 10,2%   |
| Татары         | 19                 | 0,9%    |
| Кумыки         | 16                 | 0,8%    |
| Ногайцы        | 10                 | 0,5%    |
| Марийцы        | 7                  | 0,3%    |
| Аварцы         | 6                  | 0,3%    |
| Узбеки         | 6                  | 0,3%    |
| Кыргызы        | 5                  | 0,2%    |
| Чеченцы        | 5                  | 0,2%    |
| Азербайджанцы  | 4                  | 0,2%    |
| Корейцы        | 4                  | 0,2%    |
| Не указана     | 6                  | 0,3%    |
| Всего          | 2099               | 100%    |

## Экономика
Ведущей отраслью экономики на территории сельсовета является сельскохозяйственное производство — овцеводство и коневодство.
В муниципальном образовании «Хошеутовский сельсовет» экономика представлена одним коллективно-долевым СПК /СХА/племзавод «Заря», крестьянскими хозяйствами «Знамя» и «Рашидово». Личных подсобных хозяйств в муниципальном образовании — 846 , из них занимающихся разведением, выращиванием и реализацией продукции, выращенной в личном подсобном хозяйстве — 49 хозяйств. Всего предприятий, занятых розничной торговлей — 27 (Аптечный пункт — 1; АЗС — 1; предприятий торговли — 25).

## Известные жители и уроженцы
- Калиева, Джамиля Рахметовна (1934—2006) — Герой Социалистического Труда. Её именем названа одна из улиц села.